# Cadaverina
La cadaverina o pentan-1,5-diamina (o 1,5-diaminopentà; o pentametilenediamina; o C₅H14N₂) és una amina biogènica que s'obté per la descomposició de l'aminoàcid lisina. Es troba principalment a la matèria orgànica morta i teixits, la qual cosa és responsable en part de la seva fortor.
La cadaverina es produeix per descarboxilació de la lisina. Es pot sintetitzar per molts mètodes, incloent la hidrogenació de glutaronitril i les reaccions de l'1,5-dicloropentà.
La formació de la cadaverina s'esquematitza amb la següent reacció:
(NH2)-(CH2)4-CH(COOH)-NH2 (Lisina) ⇒ NH2-(CH2)5-NH2 (Cadaverina)